# Adela Mohseni
Adela Mohseni (Provincia de Vardak, Afganistán) es una activista de los derechos de las mujeres afganas.

## Historia
Mohseni nació en la Provincia de Vardak y emigró a Irán en 1978 a los seis años. Asistió a la Universidad de Tabriz y recibió una licenciatura en Derecho Judicial. Mohseni regresó a Afganistán después de la Invasión de Afganistán de 2001 y comenzó a trabajar en los derechos de las mujeres en 2005 para la Fundación Heinrich Böll. En 2007, Mohseni comenzó a trabajar como oficial de programas en la oficina Kabul del Centro Internacional de Derechos Humanos y Desarrollo Democrático, una organización no gubernamental  canadiense. Hamid Saboory, director a cargo de la oficina de Kabul, describió a Mohseni como "un miembro muy activo de la sociedad civil afgana, ayudando a las mujeres afganas a garantizar sus derechos".

## Situación de refugiada
En febrero de 2012, Mohseni recibió amenazas de muerte y su familia huyó a India, con la esperanza de emigrar a Canadá con la ayuda de su empleador. Mientras estuvo en India, el  Agencia de las Naciones Unidas para los Refugiados le otorgó el estatus de refugiado, pero no fue procesado para el reasentamiento. El Centro Internacional de Derechos Humanos y Desarrollo Democrático fue cerrado por el gobierno canadiense en abril de 2012, por lo que Mohseni y su familia quedaron varados en India y permanecieron allí hasta que regresaron a Kabul en diciembre de 2013. Un año después, Mohseni viajó a Reino Unido pero con una visa de vistita para asistir a una conferencia sobre Afganistán y se le otorgó la condición de refugiada y se le otorgó residencia allí.